# Triphosa taochata
Triphosa taochata là một loài bướm đêm trong họ Geometridae.